# Penguin
Penguin é o sétimo álbum de estúdio da banda anglo-americana de rock Fleetwood Mac, lançado em março de 1973. É o primeiro álbum sem o vocalista e guitarrista Danny Kirwan, o primeiro com o guitarrista Bob Weston e o único com Dave Walker na formação. O disco ainda traz canções do vocalista e guitarrista Bob Welch e da vocalista e tecladista Christine McVie.

## Faixas
1. "Remember Me" (C McVie) - 2:41
2. "Bright Fire" (Welch) - 4:31
3. "Dissatisfied" (C McVie) - 3:41
4. "(I'm A) Road Runner" (Holland/Dozier/Holland) - 4:52
5. "The Derelict" (Walker) - 2:43
6. "Revelation" (Welch) - 4:55
7. "Did You Ever Love Me" (C McVie/Welch) - 3:39
8. "Night Watch" (Welch) - 6:09
9. "Caught In The Rain" (Weston) - 2:35